# Collider
Collider es un sitio web estadounidense de entretenimiento, y productora de videos digitales, enfocado en la industria del cine, series de televisión y videojuegos.
Collider se enfoca en noticias para entretener, análisis y comentarios, junto con características originales. El sitio web cubre principalmente noticias de cine y televisión, con reseñas y editoriales complementarias de cine y televisión. En julio de 2022, el canal de YouTube de Collider tenía 629.000 suscriptores y más de 547.000.000 de visitas acumuladas. Las extensiones anteriores del canal incluyen Movie Talk, Movie Trivia Schmoedown, Heroes, Jedi Council, Behind the Scenes & Bloopers, y Collider News. El canal también se había diversificado y producido contenido para otros medios, como Awesometacular con Jeremy Jahns para go90.
Las extensiones del canal principal de YouTube incluyen Collider Podcasts (incluido un período llamado Collider Live), Collider Interviews (anteriormente Collider Quick), Collider Games, Collider Sports y Pro Wrestling Sheet.
El sitio web y el canal también se han expandido a producir podcasts para PodcastOne.

## Personal
El equipo de escritores del sitio web Collider incluye al editor adjunto Adam Chitwood, el editor senior Matt Goldberg (películas), el editor senior Allison Keene (Televisión), el editor Haleigh Foutch (Terror), el editor Dave Trumbore (Animación), el editor de fin de semana Chris Cabin, la redactora Christina Radish, el director de noticias de Collider, Jeff Sneider, y el gerente de redes sociales, Dorian Parks. Los colaboradores actuales incluyen a Evan Valentine, Kayti Burt, Carla Day, Vinnie Mancuso, Nick Romano, Craig Byrne, Tommy Cook y Emma Fraser. Los escritores anteriores del personal incluyeron a Jason Barr, Brendan Bettinger, Brian Formo, Aubrey Page, Nicole Pedersen y Josh Macuga.
El personal de Collider incluye a Dennis Tzeng, Perri Nemiroff, Coy Jandreau, Dorian Parks, Jeff Sneider, Haleigh Foutch, Dorina Arellano y Scott Mantz. El personal destacado anterior incluye a John Campea, David Griffin, Sasha Perl-Raver, Jeremy Jahns, Miri Jedeikin, Ashley Mova, Sinead De Vries, Natasha Martinez, Clarke Wolfe, Grace Hancock, Halleta Alemu, Jay Washington, Robert Meyer Burnett, Jon Schnepp, Mark Ellis, Kristian Harloff, John Rocha, Mark Reilly, Josh Macuga, Ken Napzok, Wendy Lee, Amy Dallen y Roxy Striar.